# Connemara
Connemara (irsko Conamara, izgovorjeno [kɔnˠamˠaɾˠa]) je kulturna regija v okrožju Galway, Irska. Območje je močno povezano s tradicionalno irsko kulturo in na njem živi večji del govorcev connachtske irščine, ki je ključni del identitete regije in je največji gaeltacht v državi.

## Etimologija
Beseda connemara izhaja iz plemenskega imena Conmacne Mara, ki označuje vejo Conmacne, starodavne plemenske skupine, ki so bile razdeljene na številne različne veje, razpršene po Irski v zgodnjem srednjeveškem obdobju. Na območju Connachta so se naselili na več ozemljih. Ker je ta posebna skupina živela ob morju, so postali znani kot Conmacne Mara (morje v irščini je muir, genitiv mara, torej 'morja'). Območje vzhodno od današnje Connemare se je imenovalo Delbhna Tír Dhá Locha.

## Opredelitev
Splošna opredelitev območja je, da je sestavljeno iz večine zahodnega Galwaya, to je dela grofije zahodno od mesta Lough Corrib in mesta Galway s pristaniščem Killary, zalivom Galway in Atlantskim oceanom . Po nekaterih drugih opredelitvah je Connemara zgodovinsko ozemlje Conmhaícne Mara, to je daleč severozahodno od grofije Galway, ki meji na grofijo Mayo. Ime se uporablja tudi za opis irsko govorečih območij zahodne grofije Galway, čeprav se trdi, da je tudi to netočno, saj so nekatera od teh območij zunaj tradicionalne meje Connemare . So razlogi o tem, kje se Connemara konča, ko se približuje mestu Galway, ki zagotovo ni v Connemari, nekateri trdijo za Barno, na obrobju mesta Galway, nekateri za črto od Oughterarda do Maam Crossa, nato pa diagonalno navzdol do obale, vse na podeželju.
Široko območje, ki je danes znano kot Connemara, je bilo prvotno suvereno kraljestvo, znano pod imenom Iar Connacht, pod kraljem Ó Flaithbertaighom, dokler v 16. stoletju ni postalo del kraljestva Irske pod angleško upravo.

## Geografija
Connemara leži na ozemlju Iar Connacht, zahodni Connacht, v delu grofije Galway zahodno od Lough Corriba, ki je bil tradicionalno razdeljen na sever in jug. Gorovje Dvanajst vrhov (Twelve Bens) in reka Owenglin, ki se v morje stekajo v kraju Clochán/Clifden, označujejo mejo med obema deloma. Connemara je omejena na zahodu, jugu in severu z Atlantskim oceanom. V vsaj nekaterih opredelitvah je meja Connemare z grofijo Galway reka Invermore, ki je sicer znana kot Inbhear Mór  (ki teče severno od zaliva Kilkieran), Loch Oorid (ki leži nekaj kilometrov zahodno od Maam Crossa) in zahodnega hrbta gorovja Maumturks. Na severu gore meja doseže morje pri Killaryju, nekaj kilometrov zahodno od Leenauna.
Obalo Connemare sestavlja več polotokov. Polotok Iorras Ainbhtheach (včasih Iorras Aithneach) na jugu je največji, na njem sta vasi Carna in Kilkieran. Polotok Errismore sestavlja območje zahodno od vasi Ballyconneely. Polotok Errisbeg leži južno od vasi Roundstone. Polotok Errislannan leži južno od mesta Clifden. Polotoki Kingstown, Coolacloy, Aughrus, Cleggan in Renvyle so na severozahodu Connemare. Od številnih otokov ob obali je Inishbofin največji; drugi otoki so Omey, Inishark, High Island, Friars Island, Feenish in Maínis.
Na ozemlju so civilne župnije Moyrus, Ballynakill, Omey, Ballindoon in Inishbofin (zadnja župnija je bila nekoč del ozemlja Clann Uí Mháille, O Malleys na ozemlju Umhalla, grofije Mayo) in rimskokatoliške župnije Carne, Clifden (Omey in Ballindoon), Ballynakill, Kilcumin (Oughterard in Rosscahill), Roundstone in Inishbofin.

## Zgodovina
Klan Ó Cadhla (Kealy) so bili vladarji Connemare do 13. stoletja, ko so jih zamenjali Ó Flaithbertaighi. Slednji so v zgodnjem 13. stoletju pobegnili v Iar Connacht iz Maigh Seola med angleškim vdorom na Connacht .
Podobno kot Ó Cadhla je bil klan Mac Conghaile (Conneely) tudi veja Conmhaicne Mara.
Glavno mesto Connemare je Clifden. Območje okoli mesta je bogato z megalitskimi grobovi. Znameniti connemarski zeleni marmor (breča serpentinita ) je bil najden kot izdanek med Streamstownom in Lissoughterjem. Ta okrasni kamen je bil trgovski zaklad, ki so ga uporabljali prazgodovinski prebivalci. Danes je še vedno zelo pomemben. Na voljo je v velikih kosih, primernih za stavbe, pa tudi za manjše koščke nakita. Uporablja se kot obesek za najvišjo nagrado irskih skavtov (Scouting Ireland Chief Scout's).

## Irščina
Na območju Connemare živi 32.000 ljudi. Med 20.000 do 24.000 je avtohtonih irskih govorcev v regiji, zato je to največje irsko govoreče območje.
Na območju južne Connemare je mogoče videti okrožja z največ irskimi govorci v celotni Irski glede na delež prebivalstva.
Večina irskih govorcev je starih med 5 in 19 let. 

## Zanimivosti
- Connemara Wedding je pesem, ki jo je napisal Micheál Mac Suibhne (1760−1820).
- Francoski pevec Michel Sardou je leta 1981 dosegel mednarodni sloves s pesmijo Les Lacs du Connemara.
- Irska pivska pesem The Hills of Connemara je posneta in jo izvajajo številne irske in keltske tematske skupine.
- Dom pesnika Carla Sandburga v Flat Rocku, Severna Karolina, ki je zdaj narodni spomenik, se imenuje po regiji Connemara.
- Conamara Chaos je regija kaotičnega terena na Jupitrovi luni Evropi.
- Connemarski poni je pasma konj v regiji.
- Connemara je tudi ime blagovne znamke irskega viskija iz destilarne Cooley.

## Pomembni ljudje, povezani s Connemaro
- John Ford, ameriški filmski režiser in dobitnik štirih nagrad Akademije, katerega pravo ime je Sean O'Feeney, je bil sin Johna Augustina Feeneyja iz Spiddala.
- Michael Morris, 3. baron Killanin, je bil predsednik Mednarodnega olimpijskega komiteja (IOC) in je živel na družinskem posestvu v Spiddalu.
- Patrick Nee, na irskem rojen ameriški mafijec v Južnem Bostonu, član Mullena Ganga in sodelavec irskega ameriškega mafijca Whiteyja Bulgerja.
- Máirtín Ó Cadhain, eden najpomembnejših književnikov irskega jezika 20. stoletja, napisal pa je tudi klasično delo Cré na Cille, je bil rojen v Connemari.
- Peter O'Toole, večkrat nagrajeni igralec na odru in pri filmu, leta 1962 je postal slaven po filmu Lawrence Arabski, se je rodil v Connemari leta 1932.
- Pádraig Pearse, ki je bil eden voditeljev velikonočne vstaje leta 1916, je imel kočo v Rosmucu, kjer je preživljal poletja in pisal v irščini.
- Maharaja Jam Sahib iz Nawanagarja, indijski knez in igralec kriketa, je bil prvi vodja države, ki je uradno obiskal novo ustanovljeno Irsko svobodno državo, kupil je gospostvo gradu Ballynahinch in vsako leto do svoje smrti leta 1932 obiskoval območje.
- Tim Robinson, kartograf, je v Connemari živel mnogo let in objavil knjige o tem območju.
- J. Bruce Ismay je bil angleški poslovnež, ki je bil predsednik in generalni direktor družbe  White Star Line. Leta 1912 je doživel mednarodno pozornost kot najvišji uradnik družbe, ki je preživel potopitev čisto nove ladje RMS Titanic, zaradi česar je bil hudo kritiziran. [7]